# Élections territoriales de 2007 à Wallis-et-Futuna
Des élections territoriales ont lieu le 1er avril 2007 à Wallis et Futuna, collectivité d'outre-mer de la République française. 
Sur les 26 listes participant à l'élection, 20 ont gagné un siège chacune. Trois nouveaux membres intègrent l'assemblée territoriale, et la participation a été de 71%.
Le nouveau président de l'Assemblée territoriale devait être choisi le 6 avril 2007, mais cela a été reporté au 11 avril à cause du mauvais temps. Ce jour-là, Pesamino Taputai a été élu avec 12 vote en sa faveur.

## Résultats
Résultats de l'élection territoriale du 1er avril 2007 à Wallis-et-Futuna
| Listes                           | Votes | % | Sièges |
| -------------------------------- | ----- | - | ------ |
| Listes de droite (UMP, MoDem...) |       |   | 12     |
| Listes de gauche (PS...)         |       |   | 8      |
| Total                            |       |   | 20     |